# 록히드 P-80 슈팅스타

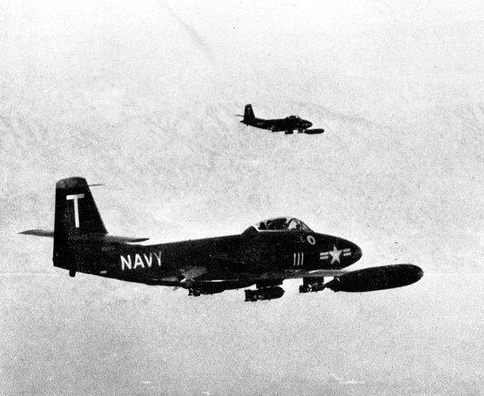
록히드 P-80 슈팅스타

록히드 P-80 슈팅스타(Lockheed P-80 Shooting Star)는 미국 공군 최초의 제트 전투기이다.

## 역사

### 스컹크 웍스
2차대전 당시인 1943년 미국 국방부가 록히드 마틴에 6개월 내로 신형제트기 설계를 마쳐달라고 의뢰하자 록히드는 수석엔지니어 켈리 존슨을 통해 핵심개발팀 스컹크 웍스 운영을 지시한다. 변변한 작업공간마저 없던 개발팀은 유독물질공장 옆에 서커스 텐트를 치고 악취에 시달리며 연구에 매달렸는데 여기서 스컹크 웍스란 말이 유래했다. 개발팀 인력 50여명은 열악한 환경에서 오히려 창의적인 아이디어를 교환하며 주문보다 한 달이나 빨리 신형제트기 록히드 P-80 슈팅스타를 완성하고 록히드는 이후 70년 넘게 세계 전투기 시장을 지배했다. 139일 만에 깜짝 탄생한 미국 공군 최초의 제트 전투기 록히드 P-80 슈팅스타는 한국전쟁에 참전했으며, 한국인들은 쌕쌕이라고 불렀다.

### 한국전쟁
한국전쟁에 참전한 미국 공군의 10개 비행대대에 F-80C 슈팅스타 전투기가 배치되었다. 공대공 임무와 공대지 임무를 수행했다. RF-80 슈팅스타는 사진 정찰기였다.
후퇴익(swept wing)인 미그-15와 조우하여, 직선익(straight wing)인 F-80C 슈팅스타 전투기의 문제점이 제기되었다. 직선익은 비행속도가 후퇴익 보다 느리다. 미그-15는 최대속도가 668 mph 였는데, F-80C 슈팅스타는 594 mph로 느렸다. 미국 공군은 직선익 F-80 슈팅스타에서 후퇴익 F-86 세이버로 빠르게 교체했다.
- 록히드 F-80C 슈팅스타, 최대이륙중량 7.6톤, 최고속도 594 mph(마하 0.7), 직선익
- 미그-15, 최대이륙중량 6.1톤, 최고속도 688 mph(마하 0.9), 후퇴익
- 노스 아메리칸 F-86 세이버, 최대이륙중량 8.2톤, 최고속도 687 mph(마하 0.9), 후퇴익